# Ère Bunryaku
L'ère Bunryaku (文暦), aussi romanisée Bunreki,  est une des ères du Japon (年号, nengō, lit. « nom de l'année ») après l'ère Tenpuku et avant l'ère Katei. Cette ère couvre la période allant du mois de novembre 1234 au mois de septembre 1235. L'empereur régnant est Shijō-tennō (四条天皇).

## Changement d'ère
- 1234 Bunryaku gannen (天福元年?) : Le nom de la nouvelle ère est créé pour marquer un événement ou une succession d'événements. La précédente ère se termine quand commence la nouvelle, en Tenpuku 2.

## Événements de l'ère Bunryaku
- 1234 (Bunryaku 1, 12e mois): Kujō Yoritsune est élevé au premier rang de troisième classe dans la hiérarchie de cour (le dōjō kuge)[3].

| Bunryaku  | 1re  | 2e   |
| Grégorien | 1234 | 1235 |